# مری‌کارویا
مِری‌کارْویا (به فنلاندی: Merikarvia) یک منطقهٔ مسکونی در فنلاند است که در ساتاکونتا واقع شده‌است.